# Portbail
Portbail és un municipi francès situat al departament de la Manche i a la regió de Normandia. L'any 2007 tenia 1.636 habitants.

## Demografia

### Població
El 2007 la població de fet de Portbail era de 1.636 persones. Hi havia 752 famílies de les quals 264 eren unipersonals (76 homes vivint sols i 188 dones vivint soles), 268 parelles sense fills, 176 parelles amb fills i 44 famílies monoparentals amb fills.
La població ha evolucionat segons el següent gràfic:
Habitants censats

### Habitatges
El 2007 hi havia 1.505 habitatges, 768 eren l'habitatge principal de la família, 654 eren segones residències i 83 estaven desocupats. 1.272 eren cases i 61 eren apartaments. Dels 768 habitatges principals, 500 estaven ocupats pels seus propietaris, 251 estaven llogats i ocupats pels llogaters i 17 estaven cedits a títol gratuït; 3 tenien una cambra, 54 en tenien dues, 194 en tenien tres, 255 en tenien quatre i 262 en tenien cinc o més. 533 habitatges disposaven pel capbaix d'una plaça de pàrquing. A 387 habitatges hi havia un automòbil i a 249 n'hi havia dos o més.

### Piràmide de població
La piràmide de població per edats i sexe el 2009 era:
| Homes | Edats   | Dones |
| ----- | ------- | ----- |
| 0     | 95 o +  | 2     |
| 3     | 90 a 94 | 16    |
| 11    | 85 a 89 | 33    |
| 18    | 80 a 84 | 20    |
| 44    | 75 a 79 | 60    |
| 43    | 70 a 74 | 49    |
| 48    | 65 a 69 | 64    |
| 25    | 60 a 64 | 45    |
| 45    | 55 a 59 | 36    |
| 63    | 50 a 54 | 76    |
| 69    | 45 a 49 | 43    |
| 64    | 40 a 44 | 49    |
| 53    | 35 a 39 | 67    |
| 70    | 30 a 34 | 40    |
| 35    | 25 a 29 | 44    |
| 31    | 20 a 24 | 34    |
| 52    | 15 a 19 | 48    |
| 65    | 10 a 14 | 49    |
| 41    | 5 a 9   | 47    |
| 34    | 0 a 4   | 34    |

## Economia
El 2007 la població en edat de treballar era de 969 persones, 626 eren actives i 343 eren inactives. De les 626 persones actives 556 estaven ocupades (288 homes i 268 dones) i 70 estaven aturades (27 homes i 43 dones). De les 343 persones inactives 175 estaven jubilades, 69 estaven estudiant i 99 estaven classificades com a «altres inactius».

### Ingressos
El 2009 a Portbail hi havia 799 unitats fiscals que integraven 1.737,5 persones, la mediana anual d'ingressos fiscals per persona era de 16.413 €.

### Activitats econòmiques
Dels 117 establiments que hi havia el 2007, 3 eren d'empreses extractives, 4 d'empreses alimentàries, 1 d'una empresa de fabricació de material elèctric, 1 d'una empresa de fabricació d'elements pel transport, 4 d'empreses de fabricació d'altres productes industrials, 11 d'empreses de construcció, 32 d'empreses de comerç i reparació d'automòbils, 7 d'empreses de transport, 13 d'empreses d'hostatgeria i restauració, 11 d'empreses financeres, 9 d'empreses immobiliàries, 6 d'empreses de serveis, 10 d'entitats de l'administració pública i 5 d'empreses classificades com a «altres activitats de serveis».
Dels 31 establiments de servei als particulars que hi havia el 2009, 1 era una oficina de correu, 2 oficines bancàries, 2 tallers de reparació d'automòbils i de material agrícola, 2 paletes, 3 guixaires pintors, 3 fusteries, 3 lampisteries, 1 empresa de construcció, 2 perruqueries, 1 veterinari, 8 restaurants, 2 agències immobiliàries i 1 saló de bellesa.
Dels 16 establiments comercials que hi havia el 2009, 1 era un hipermercat, 1 una gran superfície de material de bricolatge, 1 una botiga de més de 120 m², 1 una botiga de menys de 120 m², 2 carnisseries, 4 botigues de roba, 1 una botiga de roba, 1 una sabateria, 1 una botiga de mobles, 1 una botiga de material de revestiment de parets i terra, 1 un drogueria i 1 una joieria.
L'any 2000 a Portbail hi havia 42 explotacions agrícoles que ocupaven un total de 935 hectàrees.

## Equipaments sanitaris i escolars
El 2009 hi havia 1 farmàcia i 1 ambulància.
El 2009 hi havia 1 escola maternal i 1 escola elemental. Portbail disposava d'un col·legi d'educació secundària amb 265 alumnes.

## Poblacions més properes
El següent diagrama mostra les poblacions més properes.